# Embarrass (Wisconsin)
Embarrass es una villa ubicada en el condado de Waupaca en el estado estadounidense de Wisconsin. En el Censo de 2010 tenía una población de 404 habitantes y una densidad poblacional de 130,42 personas por km².

## Geografía
Embarrass se encuentra ubicada en las coordenadas 44°40′14″N 88°42′12″O / 44.67056, -88.70333. Según la Oficina del Censo de los Estados Unidos, Embarrass tiene una superficie total de 3.1 km², de la cual 3.04 km² corresponden a tierra firme y (2.01%) 0.06 km² es agua.

## Demografía
Según el censo de 2010, había 404 personas residiendo en Embarrass. La densidad de población era de 130,42 hab./km². De los 404 habitantes, Embarrass estaba compuesto por el 97.03% blancos, el 0.5% eran afroamericanos, el 0.99% eran amerindios, el 0% eran asiáticos, el 0% eran isleños del Pacífico, el 0.74% eran de otras razas y el 0.74% pertenecían a dos o más razas. Del total de la población el 0.74% eran hispanos o latinos de cualquier raza.